# Ћосине Лазе
Ћосине Лазе су насељено место у саставу града Пожеге, у Славонији, Република Хрватска.

## Становништво
Насеље је према попису становништва из 2011. године имало 27 становника.
| Националност       | 1991.       |
| Срби               | 25 (86,20%) |
| Хрвати             | 2 (6,89%)   |
| Југословени        | 0           |
| остали и непознато | 2 (6,89%)   |
| Укупно             | 29          |